# Jean-Baptiste Rigaud (dessinateur)
Pour les articles homonymes, voir Jean-Baptiste Rigaud (homme politique) et Rigaud.
Jean-Baptiste Rigaud (parfois appelé Jean Rigaud) est un dessinateur, graveur et marchand d'estampes français né à Puyloubier le 17 avril 1720, neveu du dessinateur Jacques Rigaud. Héritant du fonds d'atelier de son oncle, il continua la célèbre série des Maisons royales de France.

## Œuvres
- Dessin, Parc d'un château, avec un buste de Louis-Philippe, duc d'Orléans, Musée Condé, Chantilly ;
- Dessin, Vue de la cascade de Chantilly, vente Christie's Londres, 14 avril 1992, n° 156 ;
- Dessin, Vue du Grand Trianon, vente Christie's Londres, 14 avril 1992, n° 157 ;
- Estampe, Jacques-Henri Bernardin de Saint-Pierre, musée de la Révolution française.